# Andreas Alamommo
Andreas Alamommo (Rovaniemi, 23 december 1998) is een Fins schansspringer. Hij nam deel aan de Olympische Winterspelen 2018. 

## Carrière
Alamommo maakte zijn debuut in de wereldbeker in het seizoen 2017/2018. Bij zijn eerste wedstrijd in Wisła werd hij 43e. Hij behaalde nog geen podiumplaatsen in een wereldbekerwedstrijd.
In 2018 nam Alamommo een eerste keer deel aan de Olympische Winterspelen. In Pyeongchang eindigde hij 38e op de normale schans en 34e op de grote schans. 

## Belangrijkste resultaten

### Olympische Winterspelen
| Jaar | Plaats      | Resultaten                                             |
| ---- | ----------- | ------------------------------------------------------ |
| 2018 | Pyeongchang | 38e normale schans 34e grote schans 8e landenwedstrijd |

### Wereldkampioenschappen schansspringen
| Jaar | Plaats  | Resultaten               |
| ---- | ------- | ------------------------ |
| 2019 | Seefeld | 31e HS109 10e Team HS130 |

### Wereldbeker
Eindklasseringen
| Seizoen   | Algm | SV | 4S  | RAW |
| --------- | ---- | -- | --- | --- |
| 2017/2018 | -    | -  | -   | 77e |
| 2018/2019 | 73e  | -  | 59e | 57e |

### Grand-Prix
Eindklasseringen
| Jaar | Plaats |
| ---- | ------ |
| 2017 | 48e    |
| 2018 | 79e    |